# Río Mazamari
Der Río Mazamari ist der etwa 56 km lange linke Quellfluss des Río Pangoa in der Provinz Satipo der Region Junín in Zentral-Peru. Im Oberlauf trägt der Fluss abschnittsweise die Bezeichnungen Río San Miguel, Río Arpaya und Río Llaylla.

## Flusslauf
Der Río Mazamari entspringt in der peruanischen Zentralkordillere an der Nordostflanke des 4383 m hohen Cerro Padrioc. Das Quellgebiet liegt auf einer Höhe von etwa 4200 m im äußersten Südwesten des Distrikts Llaylla. Er fließt anfangs in nordnordöstlicher Richtung durch das Bergland. Anschließend verbreitert sich das Tal allmählich und der Río Mazamari wendet sich nach Nordosten. Bei Flusskilometer 19 passiert er das am linken Flussufer gelegene Distriktverwaltungszentrum Llaylla. Der Fluss bildet abschnittsweise die nördliche Grenze des Distrikts Pangoa und durchquert im Unterlauf den Distrikt Mazamari. Bei Flusskilometer trennt der Río Mazamari die am linken Flussufer gelegene Stadt Mazamari von San Cristóbal. Der Río Mazamari fließt auf den letzten 5 Kilometern nach Osten und trifft schließlich auf den von Süden heranfließenden Río Sonomoro, mit welchem er sich zum Río Pangoa vereinigt.

## Einzugsgebiet
Der Río Mazamari entwässert ein Areal von etwa 420 km². Das Einzugsgebiet des Río Mazamari grenzt im Süden an das des Río Sonomoro, im äußersten Südwesten an das des Río San Fernando sowie im Nordwesten an das des Río Satipo. In den unteren Lagen wird weitflächig Landwirtschaft betrieben, insbesondere Ölpalmplantagen.